# 골 고하르 시르잔 FC
골 고하르 시르잔 FC(페르시아어: باشگاه فرهنگى ورزشى گل‌گهر سیرجان, 영어: Gol Gohar Sirjan Football Club)은 1997년에 창단된 이란의 축구 클럽으로, 시르잔을 연고로 하고 있다. 현재 이란의 최상위 리그인 페르시안 걸프 프로리그에 참가하고 있다.

## 선수 명단

### 현역
참고: FIFA 자격 규정에 따라 소속된 국가대표팀 국기를 표시합니다. 선수는 복수의 FIFA 비회원국 국적을 가지고 있을 수 있습니다.
| 번호 | 포지션 | 국적 | 이름 |
| ---- | ------ | ---- | ---- |

| 번호 | 포지션 | 국적 | 이름      |
| ---- | ------ | ---- | --------- |
| 90   | FW     | 가봉 | 에릭 보쿰 |

## 역대 감독
| 감독              | 임기        |
| ----------------- | ----------- |
| 아미르 갈레노에이 | 2020 ~ 2023 |

틀:골 고하르 시르잔 FC
틀:골 고하르 시르잔 FC 감독